# Giovanni Battista Negrone
Giovanni Battista Negrone, né le 22 avril 1714 à Gênes et mort le 26 janvier 1771 à Gênes, est un homme politique italien, 170e doge de Gênes du 16 février 1769 au 26 janvier 1771, date de sa mort avant la fin normale de son mandat.

### bibliographie
- (it) Sergio Buonadonna et Mario Mercenaro, Rosso doge. I dogi della Repubblica di Genova dal 1339 al 1797, Gênes, De Ferrari, 2007